# ADH1C
ADH1C (англ. Alcohol dehydrogenase 1C (class I), gamma polypeptide) – білок, який кодується однойменним геном, розташованим у людей на короткому плечі 4-ї хромосоми.  Довжина поліпептидного ланцюга білка становить 375 амінокислот, а молекулярна маса — 39 868.
| 10         |  | 20         |  | 30         |  | 40         |  | 50         |
| ---------- |  | ---------- |  | ---------- |  | ---------- |  | ---------- |
| MSTAGKVIKC |  | KAAVLWELKK |  | PFSIEEVEVA |  | PPKAHEVRIK |  | MVAAGICRSD |
| EHVVSGNLVT |  | PLPVILGHEA |  | AGIVESVGEG |  | VTTVKPGDKV |  | IPLFTPQCGK |
| CRICKNPESN |  | YCLKNDLGNP |  | RGTLQDGTRR |  | FTCSGKPIHH |  | FVGVSTFSQY |
| TVVDENAVAK |  | IDAASPLEKV |  | CLIGCGFSTG |  | YGSAVKVAKV |  | TPGSTCAVFG |
| LGGVGLSVVM |  | GCKAAGAARI |  | IAVDINKDKF |  | AKAKELGATE |  | CINPQDYKKP |
| IQEVLKEMTD |  | GGVDFSFEVI |  | GRLDTMMASL |  | LCCHEACGTS |  | VIVGVPPDSQ |
| NLSINPMLLL |  | TGRTWKGAIF |  | GGFKSKESVP |  | KLVADFMAKK |  | FSLDALITNI |
| LPFEKINEGF |  | DLLRSGKSIR |  | TVLTF      |  |            |  |            |

A: Аланін

C: Цистеїн

D: Аспарагінова кислота

E: Глутамінова кислота

F: Фенілаланін

G: Гліцин

H: Гістидин

I: Ізолейцин

K: Лізин

L: Лейцин

M: Метіонін

N: Аспарагін

P: Пролін

Q: Глутамін

R: Аргінін

S: Серин

T: Треонін

V: Валін

W: Триптофан

Кодований геном білок за функціями належить до оксидоредуктаз, фосфопротеїнів. 
Задіяний у таких біологічних процесах як поліморфізм, ацетиляція. 
Білок має сайт для зв'язування з НАД, іонами металів, іоном цинку. 
Локалізований у цитоплазмі.